# Santio
Santio är en ö i Finland. Den ligger i Finska viken och i kommunen Vederlax i den ekonomiska regionen  Kotka-Fredrikshamn i landskapet Kymmenedalen, i den södra delen av landet. Ön ligger omkring 43 kilometer öster om Kotka och omkring 160 kilometer öster om Helsingfors.
Öns area är 80,4 hektar och dess största längd är 1,6 kilometer i nord-sydlig riktning. Ön höjer sig omkring 20 meter över havsytan.
Gränskontrollen för skärgårdsfarleden från Ryssland ligger på ön.